# Arnold Johan Messenius
Arnold Johan Messenius (1607 - 22 décembre 1651) est un "enfant terrible" suédois et historiographe royal qui est condamné à mort et exécuté sous le règne de la reine Christine.

## Jeunesse
Arnold est né à Gdańsk, fils de l'historien Johannes Messenius (en) et de Lucia Grothusen, fille d'Arnold Grothusen. Les Grothusen appartiennent à l'ancienne noblesse livonienne. Arnold Johan passe une grande partie de sa jeunesse dans la forteresse de Kajaneborg en Finlande arctique, où son père a été emprisonné parce qu'il était soupçonné d'être catholique et de collaborer avec le roi de Pologne Sigismond III Vasa et les jésuites.
Son père est condamné à mort en juillet 1616, mais le roi change la peine en prison, probablement à perpétuité. Pendant son incarcération, Johannes Messenius écrit la Scandia illustrata, une histoire des pays nordiques en 14 volumes. L'ouvrage traite de l'histoire de la Suède depuis le récit du déluge de la Genèse jusqu'à l'époque de Messenius. Lorsque Messenius soupçonne que le gouvernement veut publier cet ouvrage en son propre nom, il demande la liberté pour son fils, Arnold, qui est également emprisonné, et le libre passage pour lui-même où il le souhaite. Peu de temps après la mort de Johannes Messenius, le gouvernement offre à sa veuve, Lucia Grothusen, 500 riksdaler suédois pour Scandia illustrata . Cependant, elle quitte le royaume avec les manuscrits.

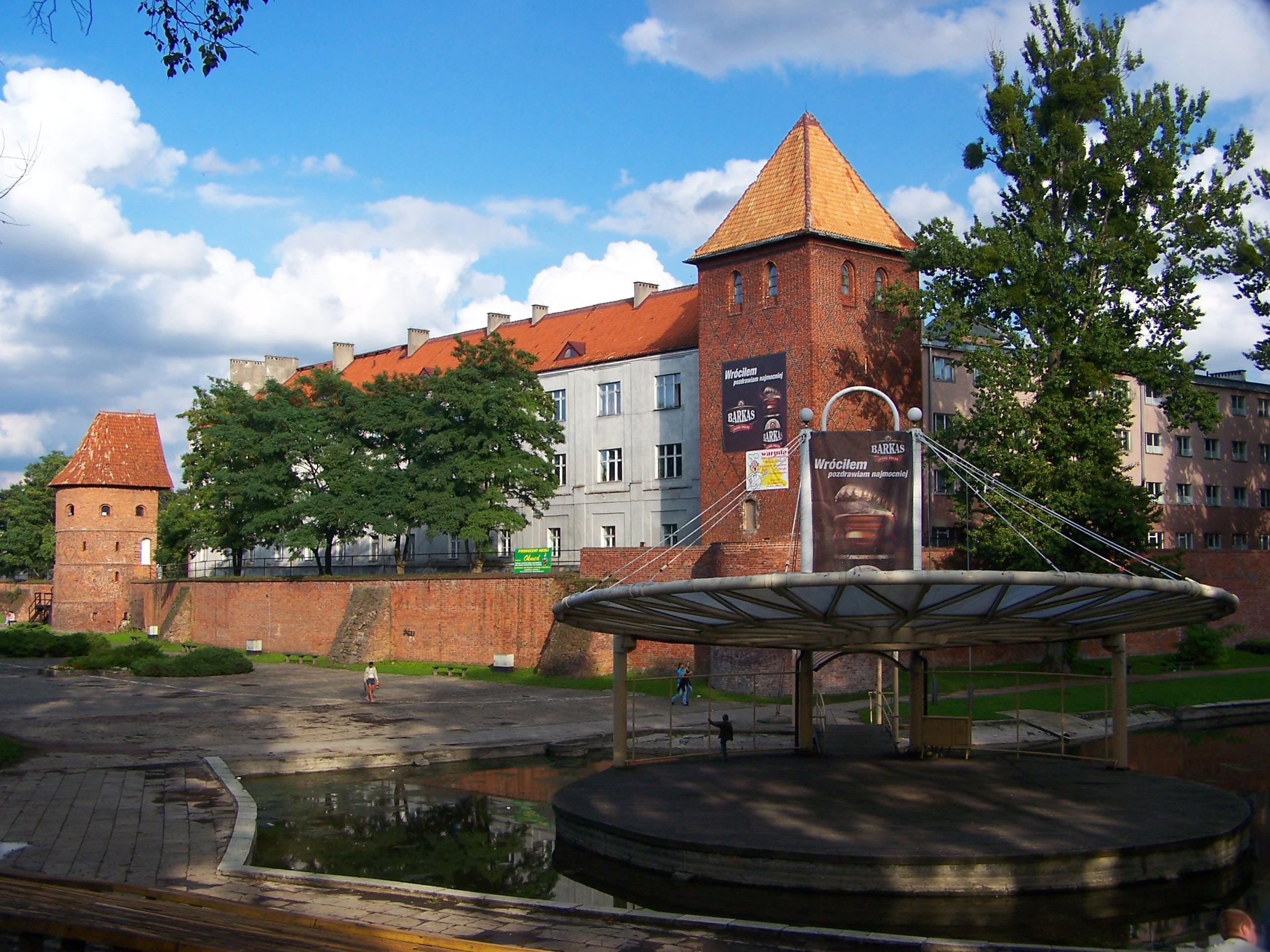
Bâtiments du Collegium Hosianum

Arnold a une adolescence agitée. En 1621, à l'âge de 14 ans, les autorités suédoises l'enferment à Uppsala dans un pensionnat tenu par des luthériens. Il est contraint de fuir en 1623 après avoir été accusé de ce qui semble être le meurtre accidentel d'un camarade de classe lors d'une dispute. Après une évasion aventureuse à travers la Norvège et le Danemark, il arrive à Gdańsk, en Pologne, où il est accueilli par la famille de sa mère.
En octobre 1623, il est accepté au prestigieux Collegium jésuite Hosianum de Braunsberg (Pologne), où son père a également étudié, mais, indiscipliné, il le quitte peu après. Après avoir erré en Prusse, en Pologne, en Silésie, en Bohême et en Autriche, il revient en Suède en juillet 1624 dans le sillage de Krzysztof Radziwiłł, un noble protestant lituanien et adversaire de Gustave II Adolphe de Suède.

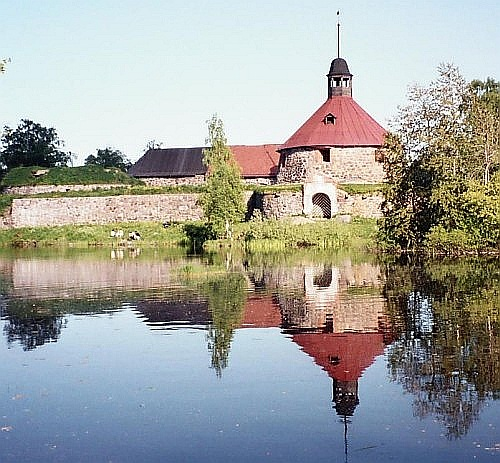
La Forteresse de Korela est le principal point de repère de Kexholm

En Suède, à l'âge d'environ 17 ans, il est traduit en justice pour espionnage au profit de la Pologne. Le procès, au cours duquel il est accusé d'avoir défendu son père, se solde par la condamnation à mort d'Arnold Johan, en tant que traître. Il est gracié par le roi Gustave II Adolphe et en 1626 envoyé à Kexholm en tant que prisonnier.

## Carrière
Il est gracié 14 ans plus tard, en 1640 par le comte Per Brahe, gouverneur de la Finlande suédoise. Il se rend ensuite à Stockholm pour obtenir un emploi dans la fonction publique.
En août 1640, Messenius est arrêté à la frontière danoise et incarcéré à Stockholm. Les conciles lui ordonnent d'aller en Pologne et de trouver le manuscrit Scandia illustrata, laissé là par sa mère après la mort de son père. Messenius remplit cette mission et est chargé d'écrire une histoire officielle du règne de Sigismond et Charles IX, obtenant le généreux patronage de l'amiral Carl Carlsson Gyllenhielm.
En 1645, il est nommé historien royal par la reine Christine et élevé à la pairie. Cependant, il n'a pas le talent de son père pour l'histoire, ni son sens critique, ni ses qualités de persévérance. Lorsque Christina lui ordonne, après un scandale, de fournir à sa sœur certains de ses fiefs, leur animosité commence.
Par la suite, en 1649 et 1650, il noue des liens avec des chefs de l'opposition connus sous le nom de «conspiration de Messen», et les nobles suédois sont alarmés. Messenius écrit des satires sur Axel Oxenstierna et accuse Christina de mauvaise conduite grave et d'être une Jézabel. Il est finalement décapité à Stockholm, avec son fils de 17 ans,.